# Kategoria e Parë (2014/2015)
Kategoria e Parë 2014/2015 – 67. oficjalny sezon rozgrywek ligowych drugiego poziomu piłki nożnej mężczyzn w Albanii i 17. sezon rozegrany pod nazwą Kategoria e Parë. Brało w niej udział 20 drużyn z dwóch grup, które w okresie od 27 września 2014 do 16 maja 2015 rozegrały 27 kolejek meczów. Zwycięzcą ligi został klub Bylis Ballsh.

## Tabele ligowe

### Grupa A
| Lp. | Drużyna              | M  | Z  | R | P  | Bramki | Bramki | Różn. | Pkt | Uwagi                        |
| --- | -------------------- | -- | -- | - | -- | ------ | ------ | ----- | --- | ---------------------------- |
| 1   | Tërbuni Pukë (A)     | 27 | 21 | 6 | 0  | 55     | 12     | +43   | 69  | Awans do Kategorii Superiore |
| 2   | Beselidhja           | 27 | 21 | 2 | 4  | 56     | 13     | +43   | 65  |                              |
| 3   | Mamurrasi            | 27 | 20 | 4 | 3  | 57     | 16     | +41   | 64  |                              |
| 4   | KS Iliria            | 27 | 9  | 6 | 12 | 25     | 25     | 0     | 33  |                              |
| 5   | Kastrioti Kruja      | 27 | 9  | 4 | 14 | 33     | 36     | −3    | 31  |                              |
| 6   | KS Burreli           | 27 | 10 | 1 | 16 | 38     | 45     | −7    | 31  |                              |
| 7   | KS Kamza             | 27 | 9  | 4 | 14 | 30     | 47     | −17   | 31  |                              |
| 8   | KS Ada               | 27 | 8  | 3 | 16 | 31     | 57     | −26   | 27  |                              |
| 9   | Besa Kavaja          | 27 | 5  | 8 | 14 | 25     | 45     | −20   | 23  | Baraże o pozostanie          |
| 10  | Veleçiku Koplik1 (S) | 27 | 3  | 2 | 22 | 23     | 77     | −54   | 5   | Spadek do Kategorii e Dytë   |

### Grupa B
| Lp. | Drużyna              | M  | Z  | R  | P  | Bramki | Bramki | Różn. | Pkt | Uwagi                        |
| --- | -------------------- | -- | -- | -- | -- | ------ | ------ | ----- | --- | ---------------------------- |
| 1   | Bylis Ballsh (A)     | 27 | 17 | 2  | 8  | 46     | 26     | +20   | 53  | Awans do Kategorii Superiore |
| 2   | KS Lushnja           | 27 | 16 | 5  | 6  | 36     | 18     | +18   | 53  |                              |
| 3   | KS Butrinti          | 27 | 11 | 8  | 8  | 34     | 22     | +12   | 41  |                              |
| 4   | Sopoti Librazhd      | 27 | 10 | 6  | 11 | 31     | 34     | −3    | 36  |                              |
| 5   | Luftëtari            | 27 | 10 | 4  | 13 | 24     | 29     | −5    | 34  |                              |
| 6   | Dinamo Tirana1       | 27 | 9  | 9  | 9  | 27     | 26     | +1    | 33  |                              |
| 7   | KS Shkumbini         | 27 | 8  | 7  | 12 | 29     | 33     | −4    | 31  |                              |
| 8   | KS Pogradeci         | 27 | 8  | 7  | 12 | 21     | 29     | −8    | 31  |                              |
| 9   | Tomori Berat2 (S)    | 27 | 9  | 5  | 13 | 21     | 38     | −17   | 29  | Baraże o pozostanie          |
| 10  | Naftëtari Kuçova (S) | 27 | 4  | 13 | 10 | 18     | 32     | −14   | 25  | Spadek do Kategorii e Dytë   |

## Finał
| 23 maja 2015 17:00 CEST | Bylis Ballsh · Qemal Mustafaraj 59' · Arbër Dhrami 90+3' | 2:0(0:0) | KF Tërbuni | Elbasan Arena, Elbasan Sędzia: Olsi Sokoli |
|                         |                                                          |          |            |                                            |

## Baraże o utrzymanie
| 20 maja 2015 17:00 CEST | Besa Kavaja | 3:0 wo. | Turbina Cërrik | Stadiumi Niko Dovana, Durrës Sędzia: Lorenc Jemini |
|                         |             |         |                |                                                    |

| 20 maja 2015 17:00 CEST | Tomori Berat | 0:1(0:0) | Erzeni Shijak · 85' Armand Pasha | Stadiumi Kombëtar „Qemal Stafa”, Tirana Sędzia: Kridens Meta |
|                         |              |          |                                  |                                                              |

## Statystyki

### Najlepsi strzelcy
| Bramki | Strzelcy        | Drużyna          |
| ------ | --------------- | ---------------- |
| 17     | Cate Fonseca    | Mamurrasi        |
| 17     | Jasmin Raboshta | KS Butrinti      |
| 16     | Julian Malo     | Beselidhja       |
| 15     | Mikel Canka     | KS Lushnja       |
| 15     | Bedri Greca     | Tërbuni Pukë     |
| 12     | Arlind Pirani   | KS Burreli       |
| 10     | Brunild Pepa    | Bylis Ballsh     |
| 9      | Artur Magani    | KS Shkumbini     |
| 9      | Enkelejd Pengu  | KS Pogradeci     |
| 8      | Endri Bakiu     | Kastrioti Kruja  |
| 8      | Arsen Zylyftari | Naftëtari Kuçova |